# ويليام فراي (سياسي)
ويليام فراي (بالإنجليزية: William Fry)‏ هو سياسي أسترالي، ولد في 22 أغسطس 1912، وتوفي في 19 ديسمبر 1965.